# Біженство

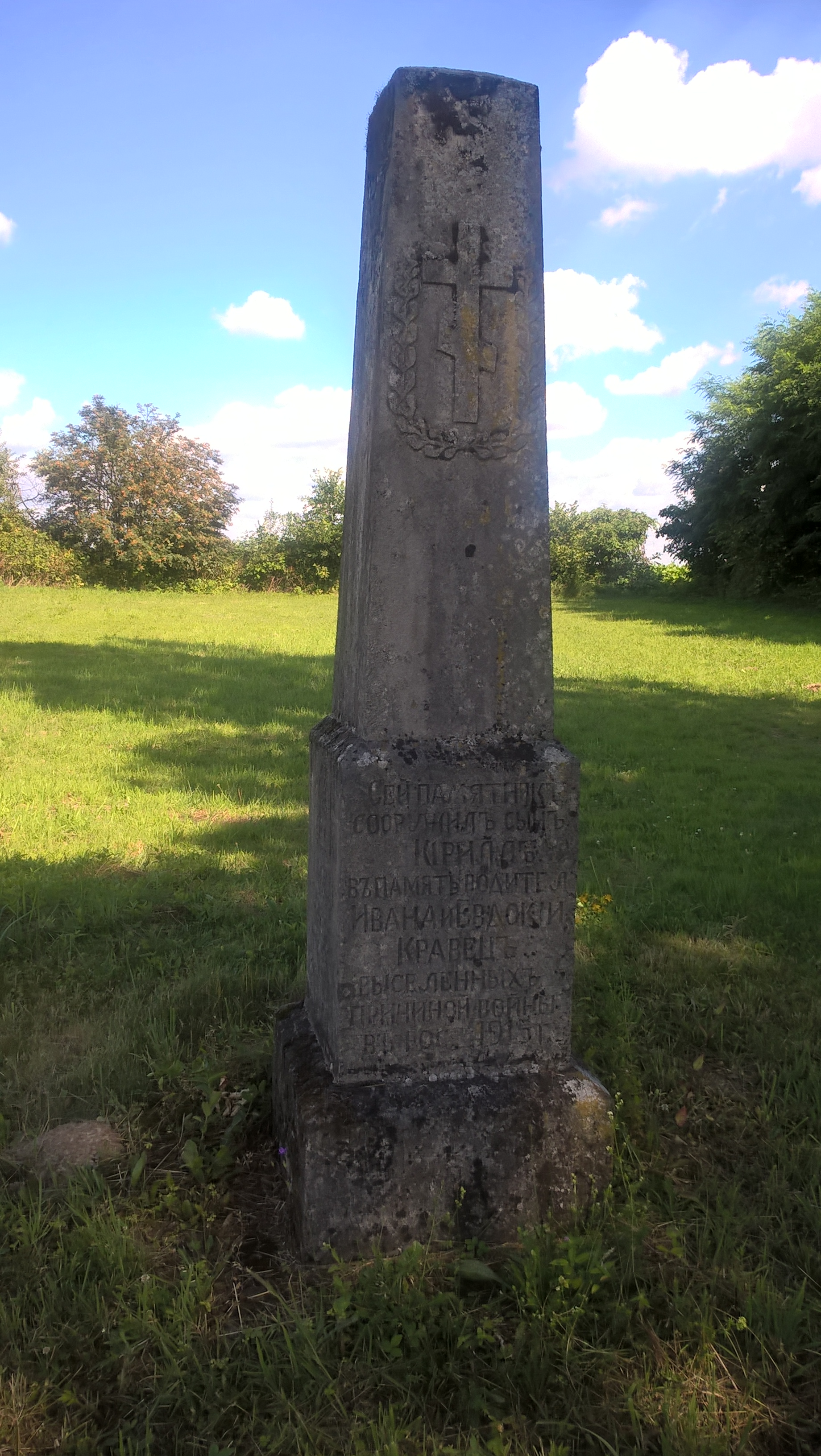
Пам'ятний знак на символічній могилі Євдокії та Івана Кравців, «виселених до Росії в 1915» і там померлих. Новий православний цвинтар у Бабичах.

Біженство (біл. бежанства, рос. беженство) під час Першої світової війни — масова евакуація православного населення (здебільшого українського та білоруського) зі західних губерній Російської імперії вглиб Росії, що відбулася після прориву фронту німецькими військами з 3 травня по вересень 1915 року.

## Історія
Внаслідок військових невдач російської армії та швидкої офензиви німецьких військ після битви під Горлицями влада Російської імперії почала закликати цивільних до негайної евакуації вглиб Росії. Людей залякували страшними вбивствами, грабунками та іншими жорстокими репресіями, яких начебто мали заподіяти німці місцевому православному населенню. Поширенню таких повідомлень могли сприяти деякі реальні події, такі як військові злочини в Бельгії (спалення Левена, екзекуції в Дінані), зруйнування Каліша та інциденти в Ченстохові на початку Першої світової. У такий спосіб російська армія застосовувала тактику спаленої землі.
Також було евакуйовано держслужбовців, працівників багатьох промислових закладів, залізничників тощо.
Під валивом агітації рідні землі покинуло від 2 до 3 млн людей. Землі на схід від Білостоку покинуло навіть до 80 % мешканців. Хаотична втеча в Росію, що тривала кілька місяців, забрала багато життів. Втеча відбулася в спеку, бракувало їжі чи навіть води. При дорогах лишалися могили загиблих, а деякі тіла не було поховано. Умови були сприятливими для епідемічних спалахів і призвели до масової загибелі дітей.
Одним із наслідків біженства була евакуації Варшавського імператорського університету до Ростова-на-Дону, на його основі було утворено Південний федеральний університет.

## Групи біженців

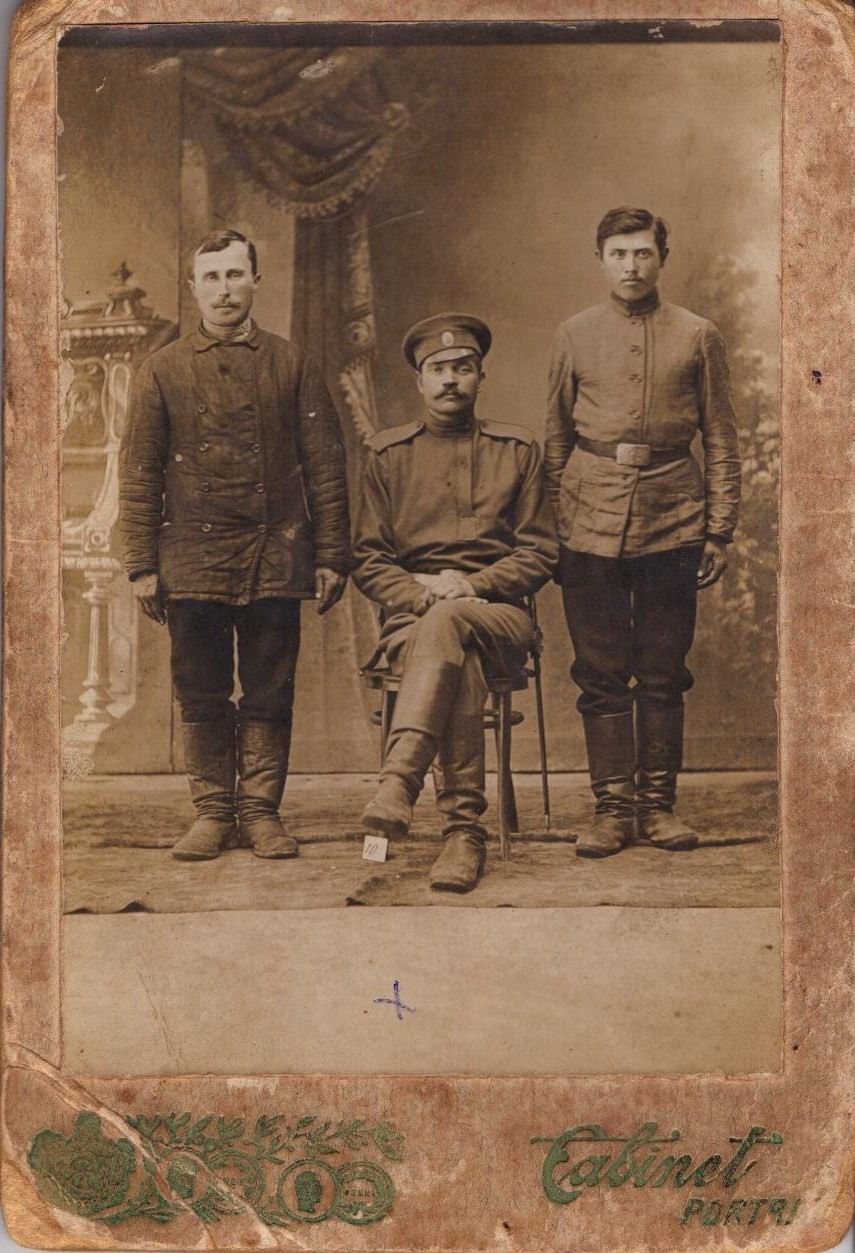
Біженці зі села Черничин, що на Холмщині, у місті Рязань. 26 квітня 1917 року

Серед біженців переважали жінки та діти. Діти становили близько 41–48 % усіх біженців. За оцінками істориків, близько 1/3 біженців не вижила.
Абсолютну більшість біженців становили білоруси на українці (русини):
- білоруси та українці (русини) — 67,5 %
- поляки — 13,2 %
- євреї — 6,4 %
- латиші — 4,9 %
- інші (переважно вірмени, литовці та естонці) — 8 %.

Біженців розселяли в різних регіонах аж до китайського кордону. Частина з них повернулася в 1918—1921 роки.

### Монографії
- Жванко Л. М. Біженство Першої світової війни в Україні. Документи і матеріали (1914-1918 рр.). — Харків : ХНАМГ, 2010. — 359 с.
- Примака-Онішк А. Бєженство 1915. Забуті вигнанці. — Київ : Темпора, 2019. — 520 с. — ISBN 978-617-569-389-6.

### Статті
- Багровські Р. Спогад про бєженство // Над Бугом і Нарвою : часопис. — 1995. — № 6(22). — С. 23. — ISSN 1230-2759. Архівовано з джерела 1 травня 2013.
- Корнилович М. Біженська трагедія Холмщини й Підляшшя // Над Бугом і Нарвою : часопис. — 2015. — № 4 (140) (липень — серпень). — С. 9-14. — ISSN 1230-2759.
- Корнилович М. Біженська трагедія Холмщини й Підляшшя // Над Бугом і Нарвою : часопис. — 2015. — № 5 (141) (вересень — жовтень). — С. 13-17. — ISSN 1230-2759.
- Корнилович М. Біженська трагедія Холмщини й Підляшшя // Над Бугом і Нарвою : часопис. — 2016. — № 1 (143) (січень — лютий). — С. 15-20. — ISSN 1230-2759.
- І. К. Знищеннє українських земель // Вістник Союза визволення України. — 24.10.1915. — Число 39-40.
- Савчук С. Спогади з біженства // Над Бугом і Нарвою : часопис. — 2016. — № 2 (144) (березень — квітень). — С. 14-17. — ISSN 1230-2759.
- Пастернак Є. Початок І світової війни та «біженство» з Холмщини і Південного Підляшшя // Над Бугом і Нарвою : часопис. — 2005. — № 3(79) (травень-червень). — С. 33. — ISSN 1230-2759. Архівовано з джерела 1 травня 2013.
- Гаврилюк Ю. Біженство від першого дня Великої війни // Наше слово. — 2015. — № 40.